# Battaglia di Helgoland (1849)
La battaglia di Helgoland del giugno 1849 è stata un episodio della prima guerra dello Schleswig durante la quale la flotta imperiale tedesca, la Reichsflotte, costituita l'anno prima, cercò di spezzare il blocco navale imposto dalla marina danese nel Mare del Nord e nel Mar Baltico. La battaglia non produsse alcun risultato degno di nota: non vi furono perdite e il blocco navale continuò.

## La battaglia
Il 4 giugno 1849, l'ammiraglio tedesco Karl Rudolf Brommy salpò da Bremerhaven con la fregata a vapore SMS Barbarossa e con due piccole corvette a vapore - la Lübeck (1844) e la Hamburg (1841) – nel tentativo di disperdere le navi danese che bloccavano la foce del fiume Weser.
Le forze danesi quel giorno erano inferiori a quelle tedesche e si ritirarono. Brommy cercò di tagliare fuori la corvetta nemica Valkyrien la quale, sotto il comando del capitano Andreas Polder, si rifugiò nelle isole Helgoland che all'epoca appartenevano al Regno Unito. Sebbene fosse neutrale, il governo britannico aveva chiarito che non intendeva tollerare sconfinamenti da parte della marina tedesca nelle acque sotto la propria sovranità.
In effetti, non appena le navi tedesche si avvicinarono alle acque territoriali delle Helgoland le forze britanniche spararono dei colpi di avvertimento permettendo invece il passaggio alle imbarcazioni danesi. Brommy, che non poteva permettersi di fornire alla Royal Navy il pretesto per entrare in guerra, rimase a distanza.
Polder dal canto suo aspettò l'arrivo di rinforzi da parte della flotta danese. Quando il piroscafo Gejser, del kaptajnløjtnant Jørgen P. F. Wulff, giunse nei pressi, Brommy fu costretto a ritirarsi temendo l'arrivo di ulteriori navi danesi.

## Conseguenze
La flotta danese seguì quella tedesca fino al foce del fiume Elba nei pressi di Cuxhaven e poi ristabilirono il blocco navale.